# Grażyna Szapołowska

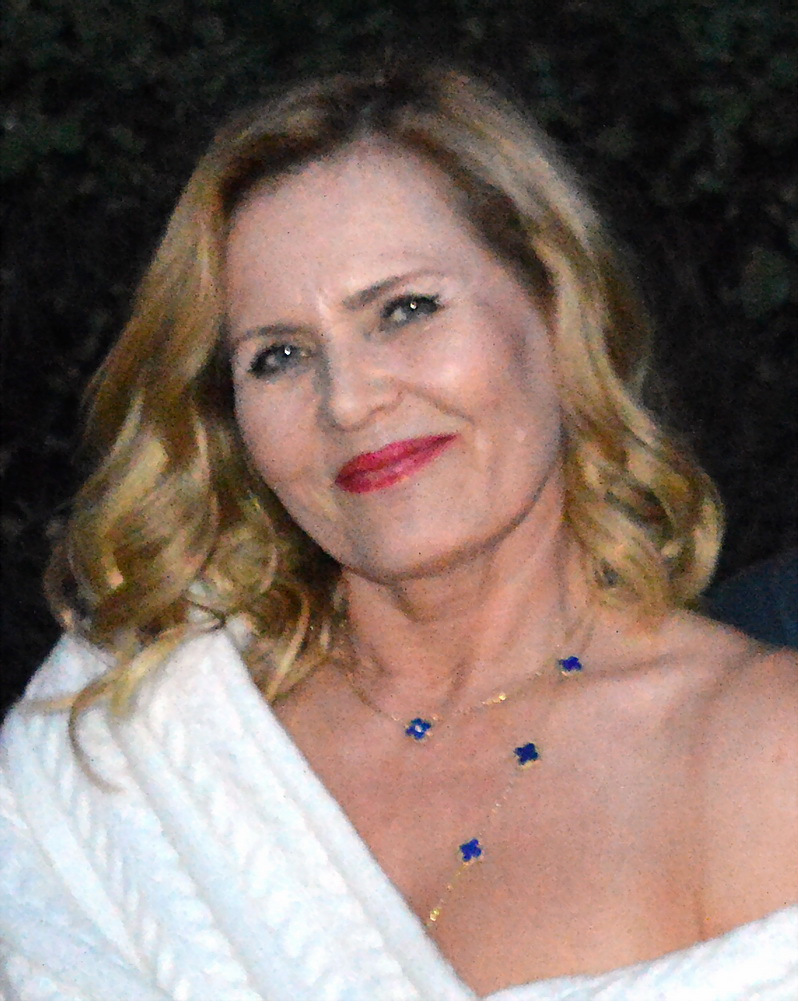
Grażyna Szapołowska (2018)

Grażyna Szapołowska (* 19. September 1953 in Bydgoszcz) ist eine polnische Schauspielerin.

## Leben
Nach dem Abitur hatte Grażyna Szapołowska ihr Bühnendebüt bei Henryk Tomaszewski am Theater Pantomimy in Breslau. Bis 1977 erhielt sie ihre Ausbildung an der Staatlichen Schauspielschule PWST in Warschau, wo sie anschließend bis 1984 Mitglied des Ensembles des Nationaltheaters war. Nach ersten kleinen Rollen in Film und Fernsehen konzentrierte sie sich vollends auf die Filmarbeit. Mit dem bekannten Regisseur Krzysztof Kieślowski drehte sie Mitte der 1980er Jahre zwei Filme und erreichte dadurch bald internationale Beachtung. Seit 1989 tritt sie auch als Kabarettistin auf.
Einer ihrer bisher größter Erfolg war die weibliche Hauptrolle der Telimena in Andrzej Wajdas Historiendrama Pan Tadeusz, für die sie im Jahr 2000 den Polnischen Filmpreis als Beste Hauptdarstellerin erhielt.

## Filmografie (Auswahl)

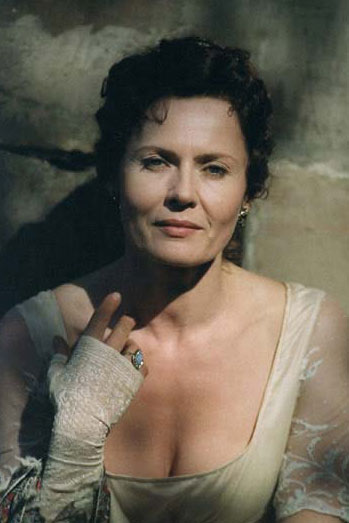
Grażyna Szapołowska (2008)

- 1982: Der andere Blick (Egymásra nézve)
- 1984: Fort 13
- 1985: Besuch bei van Gogh
- 1985: Unter Aufsicht (Nadzór)
- 1985: Ohne Ende (Bez konca)
- 1987: Der kleine Magier (Cudowne dziecko)
- 1988: Dekalog, Sechs (Dekalog, sześć)
- 1988: Hanussen (Profeta)
- 1988: Ein kurzer Film über die Liebe (Krótki film o miłości)
- 1990: Der Skipper
- 1991: Lebewohl, Fremde
- 1991: Die Verurteilung (La Condanna)
- 1994: Drei Farben: Weiß (Trzy kolory: Biały)
- 1999: Pan Tadeusz
- 2004: Nachbarinnen
- 2005: Karol – Ein Mann, der Papst wurde (Karol, un uomo diventato Papa)
- 2010: Różyczka
- 2011: 1920 – Die letzte Schlacht (1920 Bitwa Warszawska)
- 2011: Polnische Ostern
- 2011: Uklad Warszawski (Fernsehserie, 5 Folgen)
- 2013: Lauf Junge lauf
- 2020: 365 Tage (365 DNI)